# Liste der Kulturgüter in Aristau
Die Liste der Kulturgüter in Aristau enthält alle Objekte in Aristau in der Gemeinde Kanton Aargau, die gemäss der Haager Konvention zum Schutz von Kulturgut bei bewaffneten Konflikten, dem Bundesgesetz vom 20. Juni 2014 über den Schutz der Kulturgüter bei bewaffneten Konflikten sowie der Verordnung vom 29. Oktober 2014 über den Schutz der Kulturgüter bei bewaffneten Konflikten unter Schutz stehen.
Objekte der Kategorie A sind im Gemeindegebiet nicht ausgewiesen, Objekte der Kategorie B sind vollständig in der Liste enthalten, Objekte der Kategorie C fehlen zurzeit (Stand: 1. Januar 2023). Unter übrige Baudenkmäler sind weitere geschützte Objekte zu finden, die in der Bau- und Nutzungsordnung der Gemeinde verzeichnet und nicht bereits in der Liste der Kulturgüter enthalten sind.

## Kulturgüter
| Foto |                                                                    | Objekt                                 | Kat. | Typ | Standort                                      | Beschreibung |
| ---- | ------------------------------------------------------------------ | -------------------------------------- | ---- | --- | --------------------------------------------- | --- |
| ja   | Datei hochladen · Wikidata zu Johanneskapelle (Aristau) (Q1434586) | Johanneskapelle KGS-Nr.: 09821         | B    | G   | Käsereistrasse 2.1 669937 / 237541            | Spätgotische Kapelle, 1521 im Auftrag von Abt Laurentius von Heidegg erbaut. 1734 vergrössert und mit neuen Altar ausgestattet.                                                                                                   |
| ja   | Datei hochladen · Wikidata zu Landhaus Kapf (Q1802977)             | Wohnhaus Kapf KGS-Nr.: 14960           | B    | G   | Althäusern, Kapfstrasse 24 669405 / 238768    | Barockes Landhaus aus dem Jahr 1687. Ursprünglich eine Trotte im Besitz des Klosters Muri, später Bauernhof und Gaststätte. Gemauertes Erdgeschoss und Hauptgeschoss mit Fachwerk.                                                |
| BW   | Datei hochladen · Wikidata zu Wegkapelle St. Wendelin (Q29575117)  | Wegkapelle St. Wendelin KGS-Nr.: 14961 | B    | G   | Althäusern, Bremgartenstrasse 669687 / 238651 | Schlichte, bildstockartige Wegkapelle, 1948 anstelle einer sechs Jahre zuvor abgerissenen Kapelle erbaut. Darin enthalten eine vollplastisch gearbeitete Lindenholzskulptur des Heiligen Wendelin aus dem späten 17. Jahrhundert. |
| ja   | Datei hochladen · Wikidata zu Aristauerhof (Q664679)               | Aristauerhof KGS-Nr.: 14968            | B    | G   | Bremgartenstrasse 20 669927 / 237571          | 1797 anstelle der Burg Aristau erbauter Gasthof. Frühklassizistischer verputzter Würfelbau mit Mansarddach. An der Westseite wappengeschmücktes Eingangsportal.                                                                   |

## Übrige Baudenkmäler
| ID  | Foto |                                                                   | Objekt                                                 | Typ | Standort                                     | Beschreibung |
| --- | ---- | ----------------------------------------------------------------- | ------------------------------------------------------ | --- | -------------------------------------------- | ------------ |
| 902 | BW   | Datei hochladen                                                   | Büelmühle (1665)                                       | G   | Büelmühle/Gizlen, Althäusern 670069 / 238923 |              |
| 903 | BW   | Datei hochladen                                                   | Holzerhof (18. Jh.)                                    | G   | Holzerhof, Althäusern 670614 / 239044        |              |
| 905 |      | Datei hochladen                                                   | Wohnhaus (17./18. Jh.)                                 | G   | Althäusern                                   |              |
| 906 | BW   | Datei hochladen                                                   | Wohnhaus (18. Jh.)                                     | G   | Dorfstrasse 63, Aristau 670158 / 238036      |              |
| 907 |      | Datei hochladen                                                   | Wohnhaus (um 1800)                                     | G   | Niederfeld 85 A, Aristau                     |              |
| 908 |      | Datei hochladen                                                   | Mehrfamilienhaus (18./19. Jh.)                         | G   | Niederfeld 85 B, Aristau                     |              |
| 909 | ja   | Datei hochladen · Wikidata zu Pfarrkirche St. Wendelin (Q2083223) | Römisch-katholische Pfarrkirche St. Wendelin (1942/43) | G   | Bremgartenstrasse, Aristau 669790 / 237757   |              |
| 910 | ja   | Datei hochladen                                                   | Wegkapelle St. Nikolaus                                | G   | Zürcherstrasse, Birri 669932 / 236818        |              |
| 911 |      | Datei hochladen                                                   | Wohnhaus (1821/23)                                     | G   | Rütiweg 40, Birri                            |              |
| 912 |      | Datei hochladen                                                   | Speicher (1747)                                        | G   | Rütiweg 39, Birri                            |              |

Legende: Siehe Legende der Liste der Kulturgüter von nationaler und regionaler Bedeutung. Anstelle der KGS-Nummer wird als Objekt-Identifikator (ID) die Inventar- oder Gebäudenummer in der Bau- und Nutzungsordnung der Gemeinde verwendet.